# 文房四谱
文房四谱，北宋著名作家苏易简的作品，该书主要用来介绍文房四宝的专著。

## 内容
该书主要介绍文房四宝，研究和记述了笔、砚、纸、墨的诞生、制造的工艺和技术、流传的民间故事以及关于文房四宝的诗词曲赋，该书还收录了王羲之的《笔经》、韦仲将的《笔墨方》、《冀公墨法》等宋朝之前的关于文房四宝的书籍。

## 章节
全书分笔谱、砚谱、纸谱、墨谱五卷。每卷分为“之叙事”、“之造”、“之杂说”、“之辞赋”。

## 作者简介
苏易简，字太简，梓州铜山（今四川中江）人，宋太宗时期甲科状元，苏易简及其孙子苏舜钦、苏舜元也被人们称为“三苏”。